# Рисоїд північний
Рисоїд північний (Sporophila funerea) — вид горобцеподібних птахів родини саякових (Thraupidae). Мешкає в Мексиці, Центральній і Південній Америці. Раніше вважався конспецифічним з чорноголовим рисоїдом.

## Опис
Довжина птаха становить 11,5 см, вага 13,5 г. Забарвлення самця майже повністю чорне, за винятком білих "дзеркалець" на крилах та білої основи махових пер, помітної в польоті. Самиці мають рудувато-коричневе забарвлення, нижня частина тіла у них світліша. Дзьоб великий, міцний, конічної форми.

## Підвиди
Виділяють п'ять підвидів:
- S. f. funerea (Sclater, PL, 1860) — від південно-східної Мексики (Веракрус) до півночі Нікарагуа;
- S. f. salvini (Ridgway, 1884) — південь Нікарагуа, Коста-Рика і північна Панама;
- S. f. ochrogyne Olson, 1981 — південний схід Коста-Рики, південь Панами, північна і західна Колумбія та північно-західна Венесуела;
- S. f. fractor Olson, 2007 — острів Коїба (на південь від Панами);
- S. f. aethiops (Sclater, PL, 1860) — південно-західна Колумбія і західних Еквадор.

## Поширення і екологія
Північні рисоїди мешкають в Мексиці, Гватемалі, Белізі, Гондурасі, Нікарагуа, Коста-Риці, Панамі, Колумбії, Еквадорі і Венесуелі. Вони живуть на узліссях вологих рівнинних тропічних лісів, в рідколіссях та на луках і саванах, порослих чагарниками, деревами і високою травою. Зустрічаються на висоті до 1100 м над рівнем моря, переважно нам висоті до 500 м над рівнем моря. Живляться переважно зерном, а також насінням і комахами. Сезон розмноження триває з квітня по вересень. Гніздо чашоподібне, робиться з корніців, трави і волокон, розміщується в чагарниках або на дереві, на висоті від 0,8 до 2,5 м над землею. В кладці 2 білих яйця, поцяткованих коричневими і фіолетовими плямками.